# The Cut
The Cut es una película dramática de 2014 coproducida entre Turquía, Canadá, Francia, Alemania, Italia y Polonia. Dirigida por Fatih Akın y protagonizada por Tahar Rahim, Simon Abkarian, Hindi Zahra y Kevork Malikyan, la cinta fue seleccionada para competir por el León Dorado en la edición número 71 del Festival Internacional de Cine de Venecia. La película relata la vida y las experiencias de un joven armenio de nombre Nazaret Manoogian, a la luz del genocidio armenio y sus repercusiones en diferentes partes del mundo.

## Sinopsis
La película comienza mostrando la vida como herrero en la ciudad de Mardin de Nazaret Manoogian y su familia. Aunque Nazaret tenía sus sospechas sobre los posibles efectos de la Primera Guerra Mundial y estaba considerando la posibilidad de que las minorías no musulmanas del Imperio Otomano fueran reclutadas para luchar en el ejército, su familia y amigos intentaban ser optimistas, aunque escuchaban de vez en cuando historias de hombres desaparecidos de diferentes pueblos. Una noche, los soldados otomanos llegaron a su puerta y lo llevaron a trabajar para el ejército en una construcción de una carretera en medio de un área deshabitada. Mientras trabajaba allí y con el tiempo, él y sus amigos comenzaron a notar a diferentes grupos de armenios transeúntes siendo arrestados. Incluso fueron testigos de una violación. En un momento dado, un oficial otomano llegó a su campamento y les preguntó si aceptarían convertirse al islam. Algunos lo hicieron y otros no. El oficial y sus compañeros tomaron a los conversos y se fueron. Algunos soldados y convictos, reclutados únicamente para matar armenios, llegaron al día siguiente para asesinar al resto. El convicto responsable de cortar la garganta de Nazaret no pudo llegar hasta el final y solo hizo un pequeño corte en su garganta, perdonando milagrosamente la vida de Nazaret. Sin embargo, no pudo evitar quedarse mudo a causa del corte.
Su verdugo, un otomano, regresó y se llevó a Nazaret, con quien más tarde se unió a una pandilla compuesta por antiguos desertores. Esta pandilla estaba formada principalmente por turcos otomanos, en base a su claro acento, pero estaban dispuestos a llevar a Nazaret con ellos, como una señal de que el genocidio se basaba sustancialmente en la voluntad política. Mientras intentaba sobrevivir con la pandilla, Nazareth se encontró con un antiguo cliente de Mardin, quien le dijo que los armenios sobrevivientes iban a Raʾs al-ʿAin, que se convirtió en una de las varias ciudades que Nazaret visitó para encontrar a su familia. Cuando llegó a la conclusión de que todos los miembros de su familia habían muerto, quedó devastado y no supo qué hacer. En ese momento conoció a un fabricante de jabones de Alepo llamado Umair Nasreddin. El fabricante de jabones proporcionó refugio no solo a Nazaret, sino también a muchos más armenios, lo que también puede interpretarse como una metáfora: espectadores del genocidio que limpian su culpa ayudando a las víctimas sobrevivientes. Es en Alepo donde Nazaret supo que sus hijas aún podrían estar vivas y se dispuso a buscarlas primero en el Líbano, luego en Cuba y finalmente en Ruso, Dakota del Norte, Estados Unidos.

## Reparto
- Tahar Rahim es Nazaret Manoogian.
- Simon Abkarian es Krikor.
- Hindi Zahra es Rakel.
- Kevork Malikyan es Hagob Nakashian.
- Bartu Küçükçaglayan es Mehmet.
- Zein Fakhoury es Arsinée.
- Dina Fakhoury es Lucinée.
- Trine Dyrholm es la directora del orfanato.
- Arsinée Khanjian es la señora Nakashian.
- Akin Gazi es Hrant.
- George Georgiou es Vahan.
- Numan Acar es Manuel.
- Makram Khoury es Omar Nasreddin.
- Anna Savva es la señora Krikorian.
- Lara Heller es Lucine.
- Joel Jackshaw es Tom.
- Andrea Hessayon es la señora Balakian.

## Recepción
El sitio especializado Metacritic le dio a la película una puntuación de 56 sobre 100, basada en siete reseñas, indicando "opiniones mixtas". En Rotten Tomatoes el filme cuenta con un porcentaje de aprobación del 60% por parte de la crítica y del 66% por parte de la audiencia, con un rating promedio de 6.2 sobre 10.